# Chrysocyclus
Chrysocyclus is een geslacht van roesten uit de familie Pucciniaceae. De typesoort is Chrysocyclus cestri.

## Soorten
Volgens Index Fungorum telt het geslacht drie soorten (peildatum april 2023):
| Soortnaam               | Auteur(s)             | Publicatiejaar |
| ----------------------- | --------------------- | -------------- |
| Chrysocyclus cestri     | (Dietel & Henn.) Syd. | 1925           |
| Chrysocyclus mikaniae   | (Arthur) Syd.         | 1925           |
| Chrysocyclus senecionis | R.W. Davidson         | 1932           |